# Psaume 45 (44)

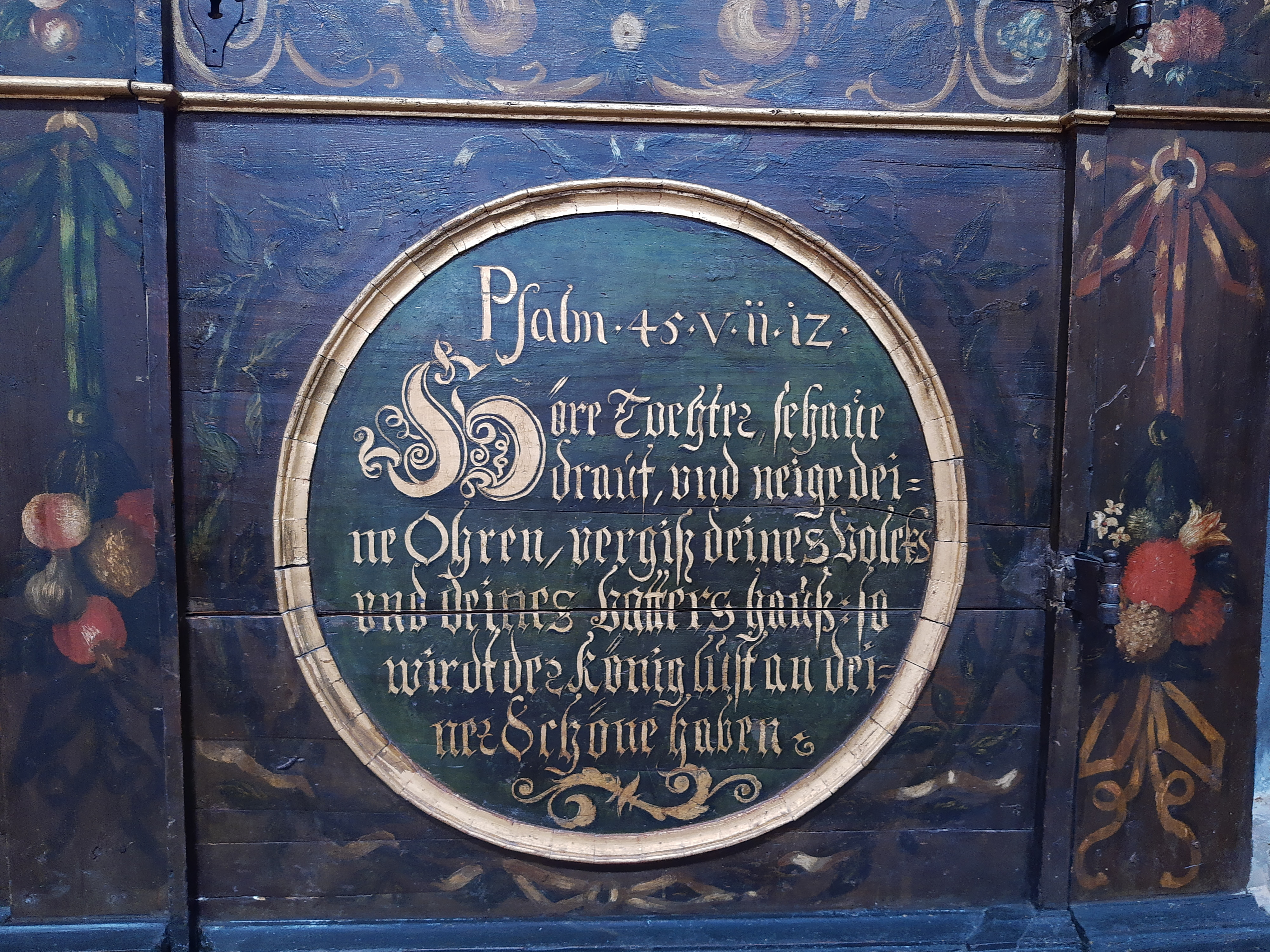
Inscription gravée et dorée contenant un extrait du Psaume 45, Unionskirche de Idstein (Hesse).

Le psaume 45 (44 selon la numérotation grecque) est attribué aux fils de Coré.

## Texte
| verset | original hébreu                                              | traduction française de Louis Segond | Vulgate latine |
| ------ | ------------------------------------------------------------ | --- | --- |
| 1      | לַמְנַצֵּחַ עַל-שֹׁשַׁנִּים, לִבְנֵי-קֹרַח; מַשְׂכִּיל, שִׁיר יְדִידֹת                   | [Au chef des chantres. Sur les lis. Des fils de Koré. Cantique. Chant d’amour.]                                                                             | [In finem pro his qui commutabuntur filiis Core ad intellectum canticum pro dilecto]                                                                       |
| 2      | רָחַשׁ לִבִּי, דָּבָר טוֹב-- אֹמֵר אָנִי, מַעֲשַׂי לְמֶלֶךְ;לְשׁוֹנִי, עֵט סוֹפֵר מָהִיר    | Des paroles pleines de charme bouillonnent dans mon cœur. Je dis : Mon œuvre est pour le roi ! Que ma langue soit comme la plume d’un habile écrivain !     | Eructavit cor meum verbum bonum dico ego opera mea regi lingua mea calamus scribae velociter scribentis                                                    |
| 3      | יָפְיָפִיתָ, מִבְּנֵי אָדָם-- הוּצַק חֵן, בְּשִׂפְתוֹתֶיךָ;עַל-כֵּן בֵּרַכְךָ אֱלֹהִים לְעוֹלָם  | Tu es le plus beau des fils de l’homme, la grâce est répandue sur tes lèvres : C’est pourquoi Dieu t’a béni pour toujours.                                  | Speciosus forma prae filiis hominum diffusa est gratia in labiis tuis propterea benedixit te Deus in aeternum                                              |
| 4      | חֲגוֹר-חַרְבְּךָ עַל-יָרֵךְ גִּבּוֹר-- הוֹדְךָ, וַהֲדָרֶךָ                          | Vaillant guerrier, ceins ton épée, ta parure et ta gloire,                                                                                                  | Accingere gladio tuo super femur tuum potentissime |
| 5      | וַהֲדָרְךָ, צְלַח רְכַב-- עַל-דְּבַר-אֱמֶת, וְעַנְוָה-צֶדֶק;וְתוֹרְךָ נוֹרָאוֹת יְמִינֶךָ    | Oui, ta gloire ! Sois vainqueur, monte sur ton char, défends la vérité, la douceur et la justice, et que ta droite se signale par de merveilleux exploits ! | Specie tua et pulchritudine tua et intende prospere procede et regna propter veritatem et mansuetudinem et iustitiam et deducet te mirabiliter dextera tua |
| 6      | חִצֶּיךָ, שְׁנוּנִים: עַמִּים, תַּחְתֶּיךָ יִפְּלוּ; בְּלֵב, אוֹיְבֵי הַמֶּלֶךְ              | Tes flèches sont aiguës ; des peuples tomberont sous toi ; elles perceront le cœur des ennemis du roi.                                                      | Sagittae tuae acutae populi sub te cadent in corde inimicorum regis                                                                                        |
| 7      | כִּסְאֲךָ אֱלֹהִים, עוֹלָם וָעֶד; שֵׁבֶט מִישֹׁר, שֵׁבֶט מַלְכוּתֶךָ                   | Ton trône, ô Dieu, est à toujours ; le sceptre de ton règne est un sceptre d’équité.                                                                        | Sedis tua Deus in saeculum saeculi virga directionis virga regni tui                                                                                       |
| 8      | אָהַבְתָּ צֶּדֶק, וַתִּשְׂנָא-רֶשַׁע:עַל-כֵּן מְשָׁחֲךָ אֱלֹהִים אֱלֹהֶיךָ, שֶׁמֶן שָׂשׂוֹן-- מֵחֲבֵרֶךָ | Tu aimes la justice, et tu hais la méchanceté : C’est pourquoi, ô Dieu, ton Dieu t’a oint d’une huile de joie, par privilège sur tes collègues.             | Dilexisti iustitiam et odisti iniquitatem propterea unxit te Deus Deus tuus oleo laetitiae prae consortibus tuis                                           |
| 9      | מֹר-וַאֲהָלוֹת קְצִיעוֹת, כָּל-בִּגְדֹתֶיךָ; מִן-הֵיכְלֵי שֵׁן, מִנִּי שִׂמְּחוּךָ          | La myrrhe, l’aloès et la casse parfument tous tes vêtements ; dans les palais d’ivoire les instruments à cordes te réjouissent.                             | Murra et gutta et cassia a vestimentis tuis a domibus eburneis ex quibus delectaverunt te                                                                  |
| 10     | בְּנוֹת מְלָכִים, בְּיִקְּרוֹתֶיךָ; נִצְּבָה שֵׁגַל לִימִינְךָ, בְּכֶתֶם אוֹפִיר            | Des filles de rois sont parmi tes bien-aimées ; la reine est à ta droite, parée d’or d’Ophir.                                                               | Filiae regum in honore tuo adstetit regina a dextris tuis in vestitu deaurato circumdata varietate                                                         |
| 11     | שִׁמְעִי-בַת וּרְאִי, וְהַטִּי אָזְנֵךְ; וְשִׁכְחִי עַמֵּךְ, וּבֵית אָבִיךְ                | Écoute, ma fille, vois, et prête l’oreille ; oublie ton peuple et la maison de ton père.                                                                    | Audi filia et vide et inclina aurem tuam et obliviscere populum tuum et domum patris tui                                                                   |
| 12     | וְיִתְאָו הַמֶּלֶךְ יָפְיֵךְ: כִּי-הוּא אֲדֹנַיִךְ, וְהִשְׁתַּחֲוִי-לוֹ                    | Le roi porte ses désirs sur ta beauté ; puisqu’il est ton seigneur, rends-lui tes hommages.                                                                 | Et concupiscet rex decorem tuum quoniam ipse est dominus tuus et adorabunt eum                                                                             |
| 13     | וּבַת-צֹר: בְּמִנְחָה, פָּנַיִךְ יְחַלּוּ--עֲשִׁירֵי עָם                           | Et, avec des présents, la fille de Tyr, les plus riches du peuple rechercheront ta faveur.                                                                  | Et filiae Tyri in muneribus vultum tuum deprecabuntur divites plebis                                                                                       |
| 14     | כָּל-כְּבוּדָּה בַת-מֶלֶךְ פְּנִימָה; מִמִּשְׁבְּצוֹת זָהָב לְבוּשָׁהּ                     | Toute resplendissante est la fille du roi dans l’intérieur du palais ; elle porte un vêtement tissu d’or.                                                   | Omnis gloria eius filiae regis ab intus in fimbriis aureis                                                                                                 |
| 15     | לִרְקָמוֹת, תּוּבַל לַמֶּלֶךְ: בְּתוּלוֹת אַחֲרֶיהָ, רֵעוֹתֶיהָ--מוּבָאוֹת לָךְ           | Elle est présentée au roi, vêtue de ses habits brodés, et suivie des jeunes filles, ses compagnes, qui sont amenées auprès de toi ;                         | Circumamicta varietatibus adducentur regi virgines post eam proximae eius adferentur tibi                                                                  |
| 16     | תּוּבַלְנָה, בִּשְׂמָחֹת וָגִיל; תְּבֹאֶינָה, בְּהֵיכַל מֶלֶךְ                        | On les introduit au milieu des réjouissances et de l’allégresse, elles entrent dans le palais du roi.                                                       | Adferentur in laetitia et exultatione adducentur in templum regis                                                                                          |
| 17     | תַּחַת אֲבֹתֶיךָ, יִהְיוּ בָנֶיךָ; תְּשִׁיתֵמוֹ לְשָׂרִים, בְּכָל-הָאָרֶץ                 | Tes enfants prendront la place de tes pères ; tu les établiras princes dans tout le pays.                                                                   | Pro patribus tuis nati sunt tibi filii constitues eos principes super omnem terram                                                                         |
| 18     | אַזְכִּירָה שִׁמְךָ, בְּכָל-דֹּר וָדֹר; עַל-כֵּן עַמִּים יְהוֹדוּךָ, לְעֹלָם וָעֶד          | Je rappellerai ton nom dans tous les âges : aussi les peuples te loueront éternellement et à jamais.                                                        | Memor ero nominis tui in omni generatione et generatione propterea populi confitebuntur tibi in aeternum et in saeculum saeculi                            |

## Dans le christianisme

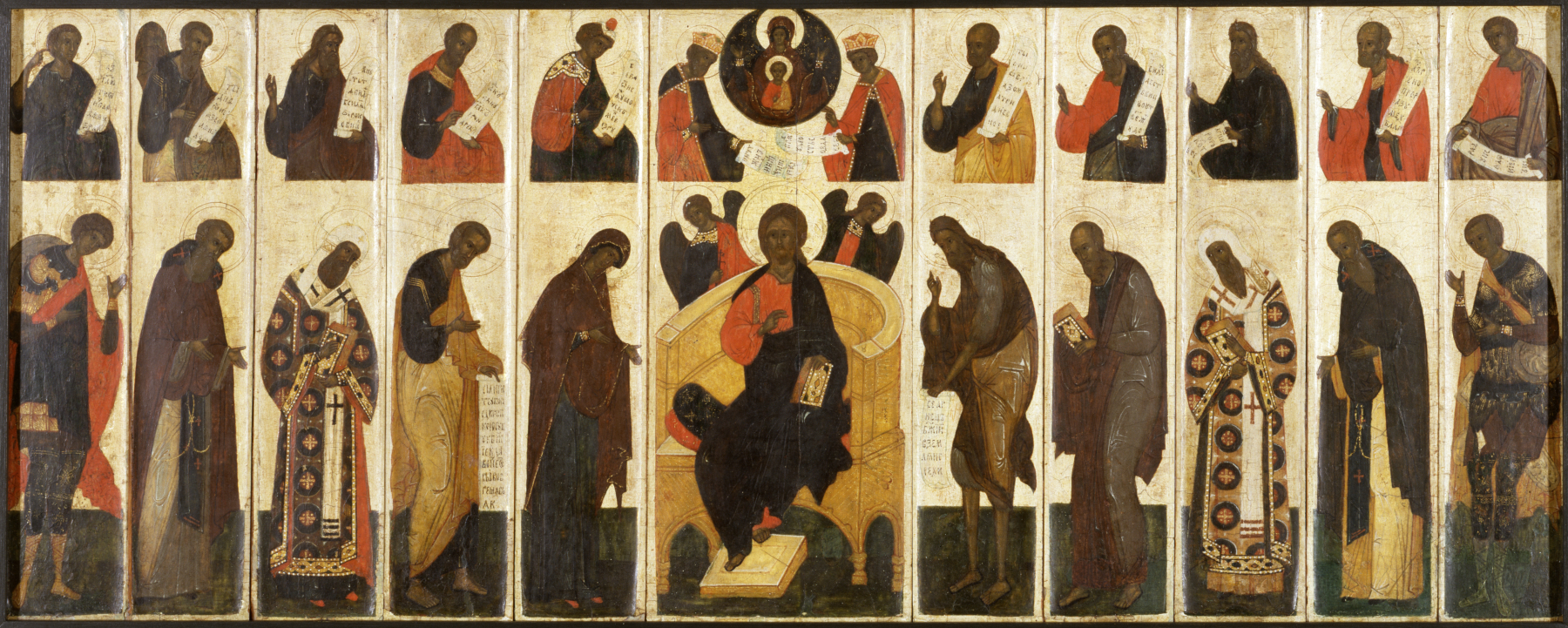
Icône russe représentant le Seigneur entouré des prophètes. David exprime le verset 11 du psaume 45 : Écoute, ma fille, vois, et prête l’oreille.

Le Psaume 45 est partiellement cité dans l'Épître aux Hébreux (He 1:8-9)
Depuis le haut Moyen Âge auprès des monastères, ce psaume était traditionnellement exécuté lors de la célébration de matines du lundi, selon la distribution numérique de saint Benoît de Nursie fixée vers 530,.
Les versets 3, 8 et 15 étaient notamment adoptés, dans la célébration de la messe de la fête de sainte Lucie (le 13 décembre), seule fête dans le sanctoral ancien du rite romain, avant la vigile de Noël. Donc, il s'agit des pièces authentiques du chant grégorien.
Au regard de la liturgie des Heures, le psaume 45 est chanté ou récité, en deux parties, à l’office des vêpres du lundi de la deuxième semaine et à l’office du milieu du jour du samedi de la quatrième semaine.